# Olgiate Molgora
Olgiate Molgora (en dialecte brianzolo: Ulgiàa, prononcé /ulˈʤaa/) est une commune italienne de la province de Lecco en Lombardie. Située à 287 mètres d'altitude, elle s'étend sur 7,2 km² et compte 6 324 habitants.
La commune occupe une position centrale par rapport à Milan, Lecco, Côme, Bergame et Monza, ce qui la place dans une zone bien reliée aux principaux centres urbains, touristiques et productifs. La présence de la Gare Olgiate(en), desservie par le Service ferroviaire suburbain de Milan, avec des liaisons fréquentes qui permettent de rejoindre facilement Milan (30 minutes), le Lac de Côme (20 minutes), ainsi que les aéroports de Milan-Malpensa, Bergame-Orio al Serio et Milan-Linate.

## Géographie

### Territoire
Olgiate Molgora occupe une zone collinaire typique des Préalpes lombardes, marquée par des bois, des terres agricoles et un habitat dispersé. Avec une densité de près de 1000 hab./km², la commune maintient un équilibre entre urbanisation et espaces naturels. Elle fait partie de la Brianza et de l'aire métropolitaine milanaise.
Communes limitrophes : Airuno, Brivio, Calco, Colle Brianza, La Valletta Brianza, Merate, Montevecchia, Santa Maria Hoè.

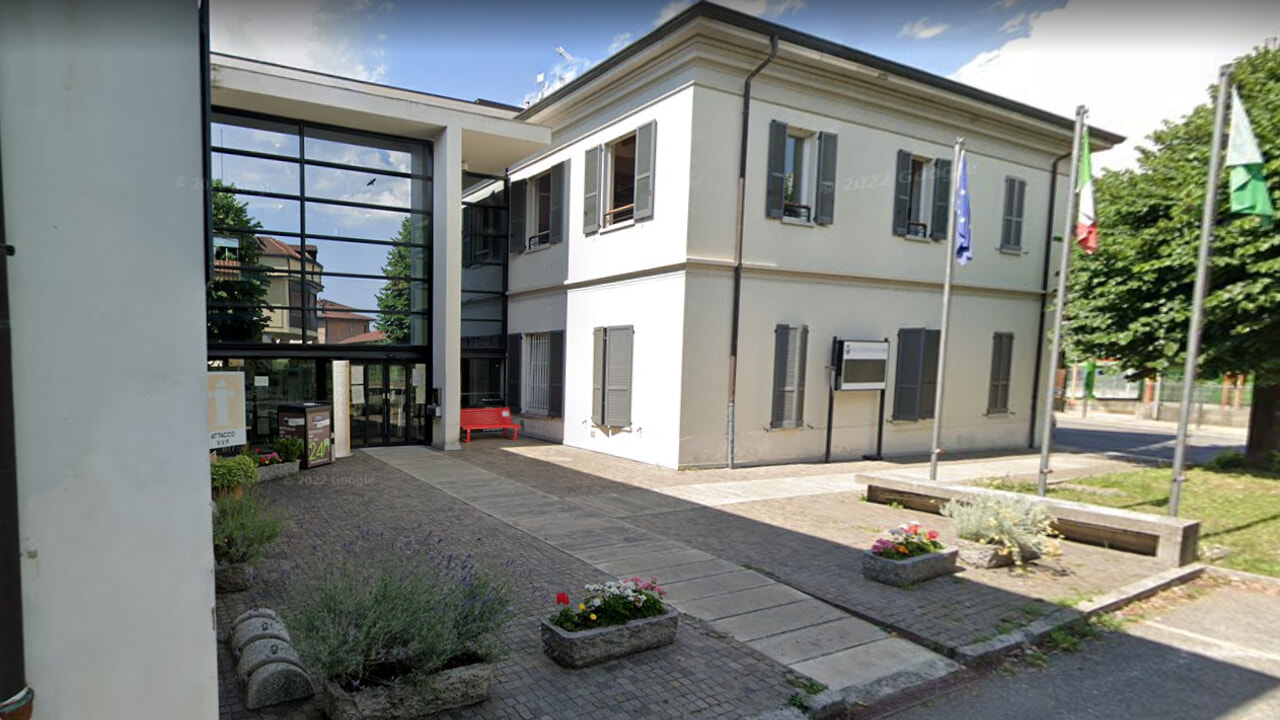
Hôtel de ville

### Climat
Le climat est de type subtropical humide (Cfa selon la Classification de Köppen), avec des étés chauds et des précipitations réparties toute l'année.

## Histoire

### Antiquité et Moyen Âge
Le territoire montre des traces d'occupation romaine et lombarde. Le hameau de Beolco conserve une ara romaine et la pierre tombale des nobles lombards Aldo et Grauso (VIIe siècle). Au Moyen Âge, plusieurs hameaux se développent autour de monastères comme San Pietro al Monte ou San Dionigi.

### Époque moderne
En 1491, la zone est intégrée au Fief des Quatre Pievi sous Bartolomeo Calco. Olgiate devient une commune indépendante en 1646 après le rachat des droits féodaux.

### Époque contemporaine
- 1863 : Prend le nom d'Olgiate Molgora
- 1927-1953 : Fusionné avec Calco sous le nom d'Olgiate Calco
- Depuis 1953 : Retrouve son nom actuel après la séparation de Calco

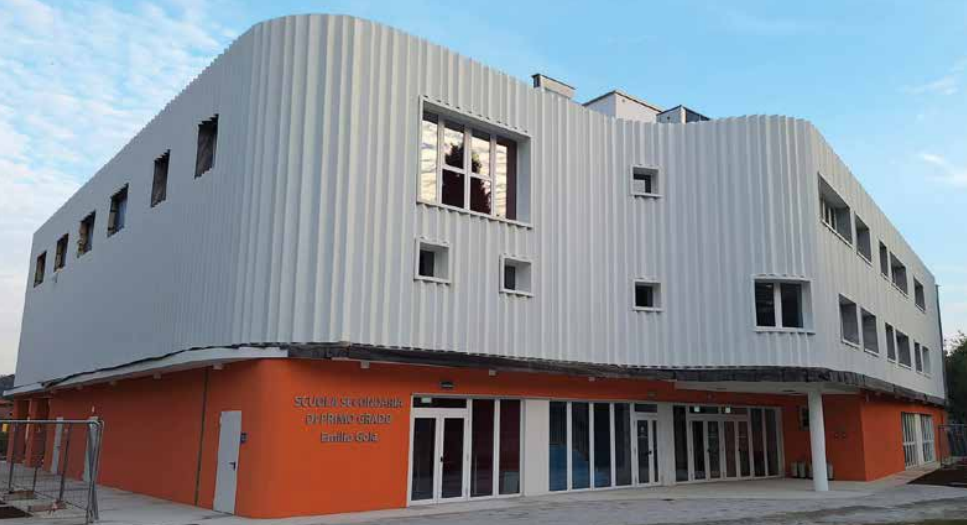
Collège Emilio Gola

## Culture et patrimoine

### Architecture religieuse

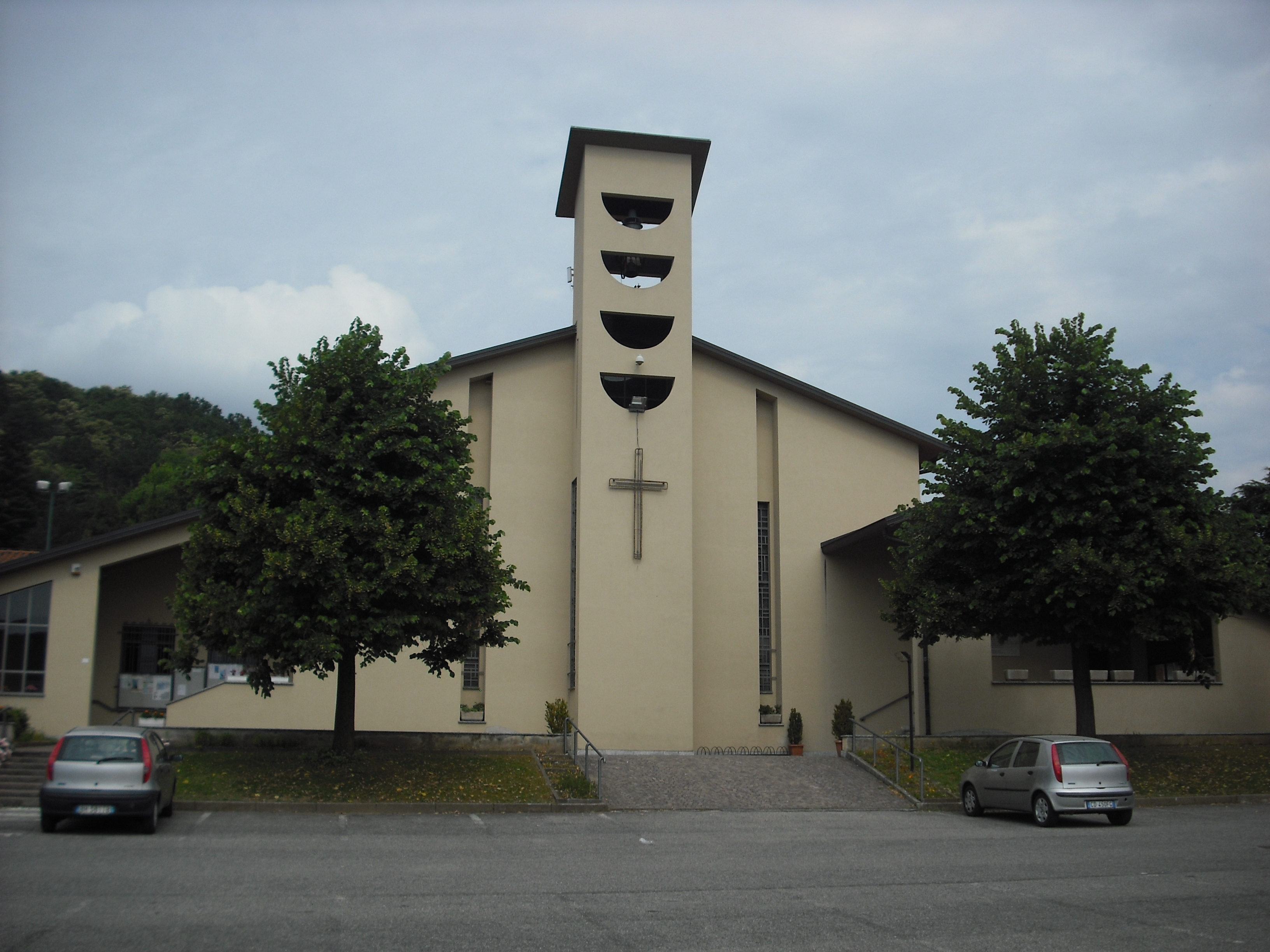
Église Maria Madre della Chiesa (1978)

- Église San Zeno (XVIIIe siècle) avec clocher roman
- Église San Pietro à Beolco (XIe-XIIe siècle), sculptures romanes
- Sanctuaire Santa Maria Addolorata à Porchera (1587)
- Chapelle San Carlo al Foppone (1630)

### Architecture civile
- Tour de Porchera (XIIIe siècle remaniée au XVe)
- Villa Sommi Picenardi (XVIIe siècle), parc à l'anglaise
- Villa Gola (XVIe-XIXe siècle), ancienne résidence du peintre Emilio Gola
- Bibliothèque communale Marco Sommi Picenardi (1932)

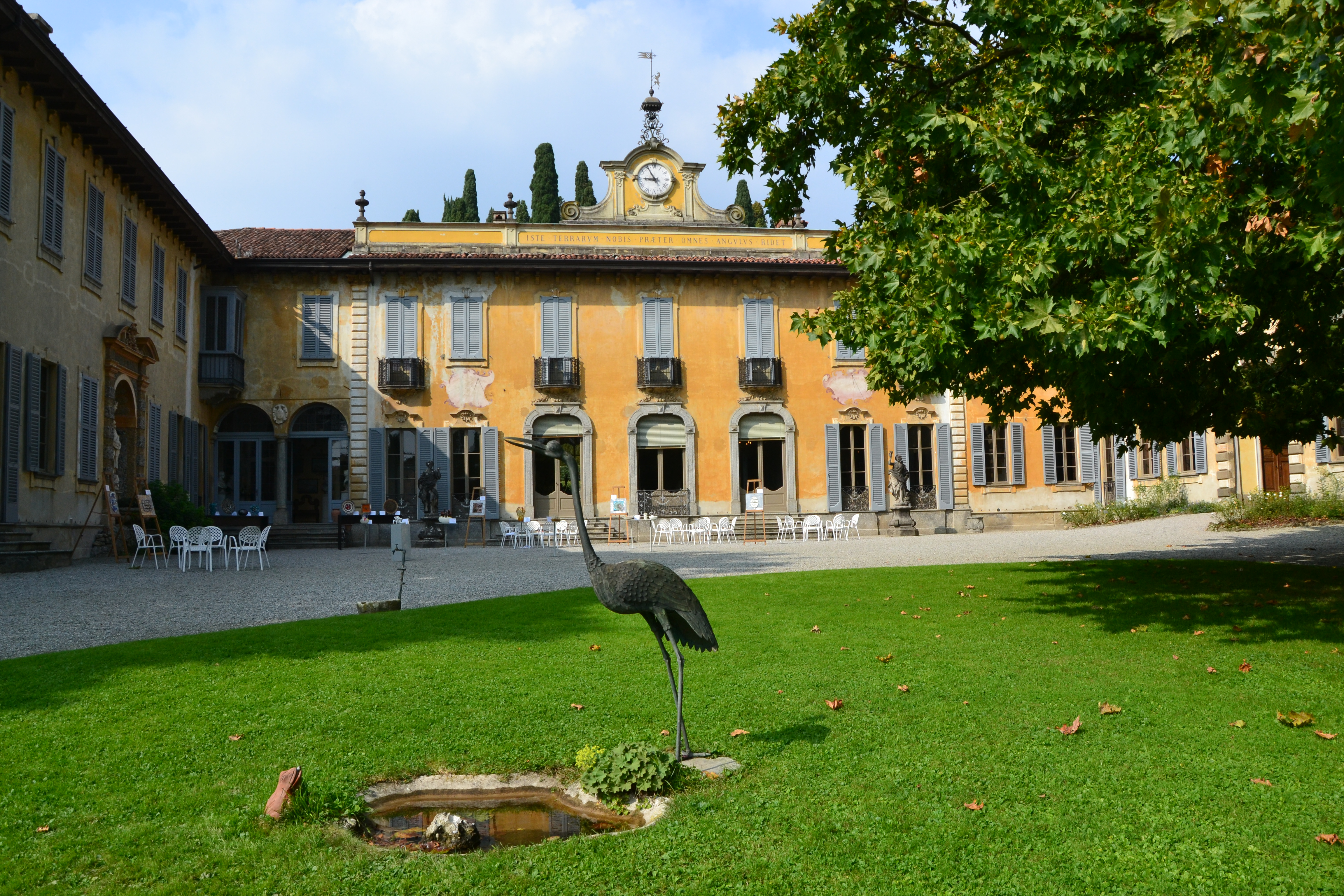
Villa Sommi Picenardi et son parc à l'anglaise

## Économie
L'économie locale combine agriculture (vignobles et élevage) et petites industries artisanales. La proximité de Milan et Bergame favorise le développement résidentiel et tertiaire.

## Transports
- Routiers : 
  - Route nationale 342 Briantea
  - Autoroute A51 (sortie Usmate Sud à 11 km)
- Ferroviaire : Gare d'Olgiate-Calco-Brivio(en) (ligne S8 Milan-Lecco)
- Hôpitaux : Hôpital San Leopoldo Mandic de Merate (4 km)

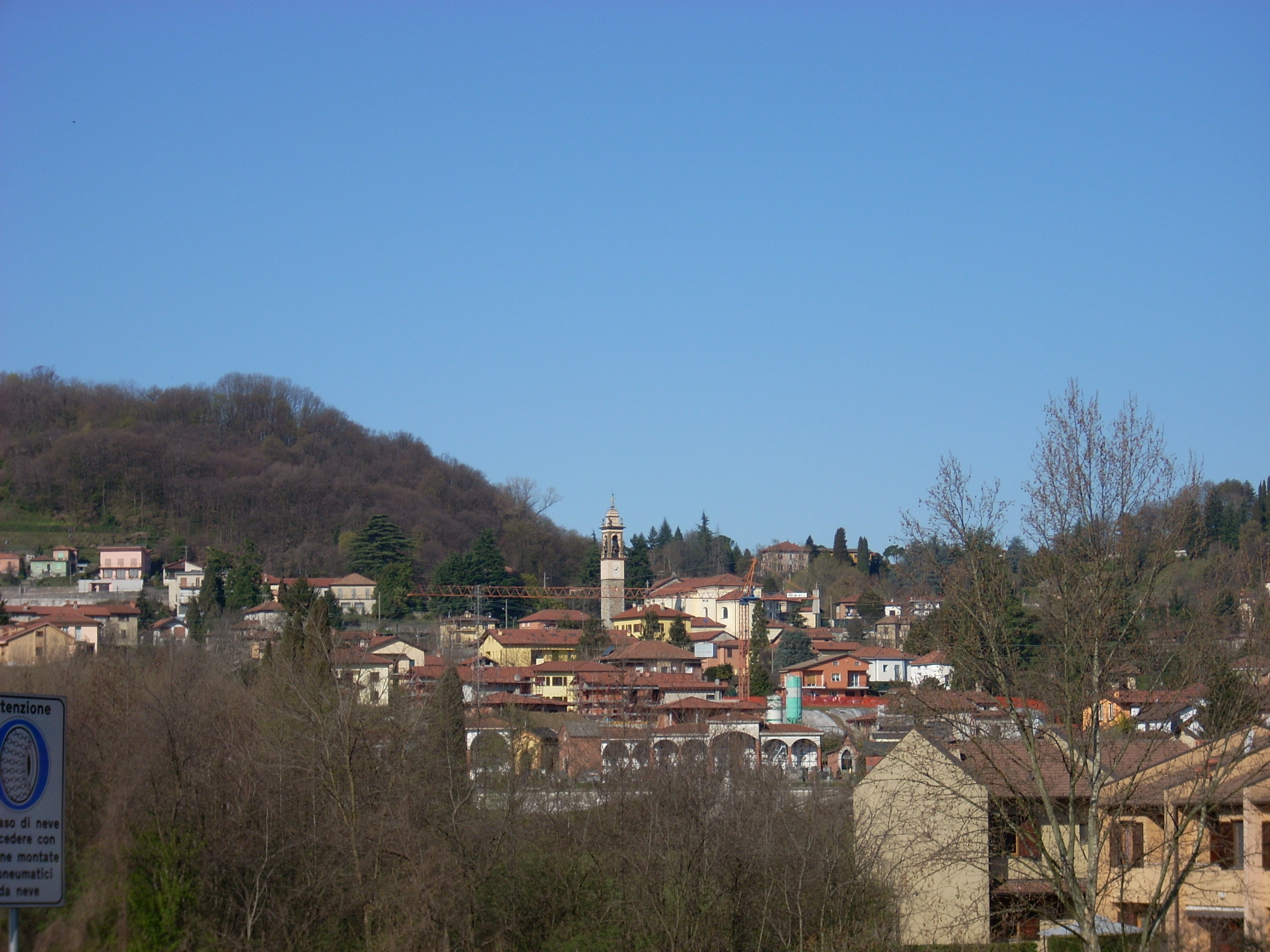
Hameau San Zeno

## Démographie
| 1751 | 1861  | 1951  | 2001  | 2011  | 2023               |
| ---- | ----- | ----- | ----- | ----- | ------------------ |
| 240  | 1 062 | 5 964 | 5 835 | 6 313 | Modèle:Popolazione |

En 2023, la commune compte 11,3% d'étrangers, principalement roumains, marocains et albanais.

## Administration

### Jumelages
- Royaume-Uni (Stocksmoor)
- Pays-Bas (Oisterwijk)

## Personnalités liées
- Emilio Gola (1851-1923), peintre
- Giovanni Battista Sommi Picenardi (1843-1907), homme politique